# شیلینگ
شیلینگ یکای پول است که در بریتانیا و کشورهای مشترک‌المنافع استفاده می‌شد و امروزه یکای پول کشور برخی کشورهای شرق آفریقا مثل تانزانیا، اوگاندا، کنیا و سومالی است. نشانه اختصاری شیلینگ حرف s است که از واژهٔ لاتین solidus گرفته شده‌است.

## کشورهایی که یکای پول آن‌ها شیلینگ است یا دوره ای از تاریخ به این نام استفاده می‌نمودند
| نام کشور   | یکای پول «شیلینگ»   |
| ---------- | ------------------- |
| بریتانیا   | شیلینگ بریتانیا     |
| اتریش      | شیلینگ اتریش        |
| تانزانیا   | شیلینگ تانزانیا     |
| اوگاندا    | شیلینگ اوگاندا      |
| کنیا       | شیلینگ کنیا         |
| سومالی     | شیلینگ سومالی       |
| شرق آفریقا | شیلینگ آفریقای شرقی |